# Jules Loeb
Pour les articles homonymes, voir Loeb.
Jules Loeb est un violoncelliste français né à Strasbourg le 13 mai 1852 et mort à Paris le 30 novembre 1933.

## Biographie
Jules Léopold Loeb naît à Strasbourg le 13 mai 1852,.
Il commence ses études musicales au conservatoire de Strasbourg puis entre en 1869 au conservatoire de Paris dans la classe d'Alexandre Chevillard, père du compositeur et chef d'orchestre français Camille Chevillard. Il y obtient un premier prix de violoncelle en 1872. Il donne ensuite des concerts en France et en Suisse, effectue des tournées avec le pianiste Francis Planté, notamment, ou au sein du quatuor Marsick. Il est également violoncelle solo à l'Orchestre de l'Opéra de Paris et membre de la Société des concerts du conservatoire,.
En 1900, Loeb devient professeur au Conservatoire de Paris, succédant ainsi à Hippolyte Rabaud,. Jusqu'en 1927, il y forme de nombreux violoncellistes et il a comme élèves Maurice Maréchal, Louis Feuillard, René Chizalet, André Lévy, Marcel Ringeisen, André Caplet, André Navarra, Louis Rosoor, Willy Dortu.
Comme interprète, « on appréciait beaucoup sa belle sonorité et l'élégance de son style ». Il est notamment le créateur en 1883 de l'Élégie en ut mineur de Fauré et le dédicataire de la Sonate op. 80 de Charles-Marie Widor, œuvre dans laquelle « les caractéristiques de son jeu sont mises en valeur ».
Il avait acquis un Stradivarius de 1726 connu sous le nom de « Marquis de Corberon/Loeb », conservé aujourd'hui à la Royal Academy of Music.
Jules Loeb meurt le 30 novembre 1933 à Paris, en son domicile du 3 rue Gounod (17e arrondissement de Paris),,. Il était officier de l'Instruction publique et officier de la Légion d'honneur.

## Œuvres créées par Jules Loeb
- Version révisée du Quatuor pour piano et cordes no 1 de Fauré à la Société  Nationale de Musique le 5 avril 1884 avec Auguste Lefort, Jean Bernis, et le compositeur[13].
- Trio pour piano et cordes no 2 de Camille Saint-Saëns, salle Érard, 7 décembre 1892[14]
- Élégie op. 24 de Gabriel Fauré, Société nationale de musique, 15 décembre 1883[15]
- Quintette pour hautbois et cordes en fa majeur de Théodore Dubois, Concerts Lefort, 15 janvier 1905[16]

## Publications
- 12 études [Musique imprimée] : pour l'exercice du pouce sur le violoncelle : op. 2 / Victor Lefebvre ; nouvelle édition revue et doigtée par Jules Loeb, 1985[17].
- Justus Johann Friedrich Dotzauer, Six grandes études pour le violoncelle op. 168, nouvelle édition revue et doigtée par Jules Loeb, Costallat, 1902 lire en ligne sur Gallica

## Distinctions
- Officier de la Légion d'honneur, 1926[18],[12].

## Hommages
- Théodore Dubois dédie sa Promenade sentimentale à Jules Loeb (1904)[19].